# Monopol natural
Monopolul natural reprezintă o situație a producției și a pieței caracterizată prin existența unei singure firme sau a unui număr foarte redus de firme ofertante.
În anumite situații, cerințele tehnologice ale unui proces productiv determină descreșterea în continuare a costurilor medii, inclusiv când producția este foarte mare. În acest caz, cu cât mai mare este întreprinderea, cu atât mai mici vor fi costurile și aceasta va putea vinde mai ieftin. Întreprinderile cele mai mici, menținând costurile comparativ înalte și neputând concura, se vor vedea obligate să se închidă și, în final, va rămâne o singură companie pentru a satisface cererea totală. Această situație se numește monopol natural. Prin urmare, monopolul natural apare într-un domeniu de activitate în care condițiile sunt de asemenea natură încât este mai economic să se asigure un bun sau un serviciu necesar de către o singură firmă decât de mai multe.
Economia de scară realizată în anumite domenii contribuie la scăderea costurilor de producție într-o măsură atât de mare încât alte firme cu un volum mai redus de activitate nu ar putea ajunge la o atare performanță. În același timp, în anumite domenii, nici tehnologic și nici economic nu ar fi posibilă existența mai multor întreprinderi concurente, deoarece aceasta ar însemna cheltuieli de investiții prea mari. Exemplele clasice sunt rețelele de distribuție a electricității, a gazelor și a apei, rețelele de termoficare, sistemele de irigații, rețeaua de căi ferate. Dublarea sau triplarea acestor rețele, numai din dorința de a exista întreprinderi concurente, ar fi irațională din punct de vedere economic, întrucât pe de o parte, ar necesita o dublare sau triplare a volumului de investiții, iar pe de altă parte, între aceste întreprinderi s-ar putea realiza înțelegeri secrete, pentru fixarea prețurilor și, în fond, problema restaurării concurenței tot nu s-ar rezolva.

## Activitățile monopol natural în Republica Moldova
Prin Hotărârea Guvernului nr. 582/1995 cu privire la reglementarea monopolurilor a fost aprobată lista activităților monopoluri naturale. Acestea sunt definite ca situația în care producerea, transportarea, comercializarea, procurarea mărfurilor și grupurilor de mărfuri fungibile, precum și prestarea anumitor tipuri de servicii, în virtutea unor factori de ordin natural, economic sau tehnologic, se află sub controlul direct al unuia sau al mai multor agenți economici.